# Mimi Parent
Maria (Mimi) Parent Benoît (Montréal, 8 settembre 1924 – Ollon, 14 giugno 2005) è stata una pittrice canadese di matrice surrealista.

## Biografia
Marie Parent, detta Mimi, era l'ottava dei nove figli dell'architetto Lucien Parent (1893-1956). Dopo la scuola dell'obbligo presso il convento delle Dames du Sacré-Cœur, dal 1942 al 1947 studiò pittura alla Scuola di Belle Arti di Montréal, dove lavorò nello studio del pittore quebecchese Alfred Pellan a partire dal 1943.
All'interno di un gruppo che contestava l'accademismo dell'insegnamento alle Belle Arti conobbe Jean Benoît, il suo futuro marito, insieme al quale nel 1947 venne espulsa dalla scuola per cattiva condotta a causa dell'esposizione delle sue opere, che non incontravano l'approvazione della direzione cattolica.
Nel 1947 vendette tutti i propri quadri alla galleria Dominion di Montréal, che organizzò la sua prima mostra personale, molto apprezzata dal TIME.
Entrò nel gruppo artistico «Prisme d'Yeux», di cui facevano parte Pellan e Benoît, ed insieme ad altri tredici artisti contribuì a redigerne il Manifesto. Nel 1948 espose insieme a Pellan e Benoît e vinse la «Cézanne-Medaille». Nello stesso anno sposò Jean Benoît; entrambi ottennero dal governo francese una borsa di studio che consentì loro di studiare etnografia ed arte primitiva a Parigi, dove si stabilirono definitivamente.
Nel 1955 iniziò a produrre collage, assemblage, oggetti ed altre opere.
Tramite Aube Breton nel 1959 incontrò André Breton ed entrò a far parte del gruppo surrealista. Contribuì ad organizzare la Exposition inteRnatiOnale du Surréalisme (EROS) (Esposizione internazionale surrealista), tenutasi a Parigi dal 15 dicembre 1959 al 15 febbraio 1960, realizzandone la «Stanza del feticismo» e progettandone la bozza del catalogo insieme a Marcel Duchamp. Il catalogo consisteva in una scatola verde intitolata Boîte Alerte - Missives Lascives, nella quale potevano essere "imbucate" delle idee. Fu la prima di una serie di scatole surrealiste.
Dal 1959 al 1987 Mimi partecipò alle principali esposizioni surrealiste, utilizzando prevalentemente, a partire dal 1969, la tecnica dei "quadri-oggetti". Con l'intento di moltiplicare il passaggio dall'immagine piatta al volume e viceversa, utilizzò nei suoi dipinti ogni sorta di tecnica, dal ricamo all'intarsio attraverso il collage. Le sue opere vennero regolarmente pubblicate sulle riviste surrealiste «Bief», «La Brèche» e «L'Archibras».
Nel 2001 vinse il premio della Woldemar-Winkler-Stiftung, organizzato dalla fondazione creata dal pittore tedesco Woldemar Winkler a Gütersloh.
Nel 2004 il Museo delle belle arti di Montréal dedicò una mostra retrospettiva alla coppia Parent-Benoît.
Mimi Parent morì in Svizzera, a Villars-sur-Ollon, nel 2005. Dopo la sua scomparsa il marito Jean disperse le sue ceneri presso il castello di Lacoste, proprietà del Marchese de Sade, nell'Alta Provenza. Uguale sorte venne riservata alle ceneri dello stesso Benoît, morto nel 2010.

## Alcune opere
- J'habite au choc, 1949, prima versione[1]
- J'habite au choc, 1956, seconda versione, olio su tela[9]
- La Cravate en cheveux, 1959, quadro-oggetto, collezione privata[10]
- Masculin-Féminin, 1959[1]
- Pour Diane, 1975[1]
- La Belle cheval, 1982, scatola-rilievo, 76,5 × 51,9 cm., Galerie François Petit[11]
- Adieu vieux monde, 1991, scatola-rilievo, 85 × 94 cm., collezione privata[12]
- Espace bleu, 1991, scatola-rilievo, 63 × 77 cm., collezione privata[13]

## Esposizioni principali
- 1947: mostra personale, galleria Dominion, Montréal
- 1948: mostra personale, Libraire Tranquille, Montréal
- 1959: Exposition internationale du surréalisme, galleria Daniel Cordier, Parigi
- 1960: Surrealist Intrusion in the Enchanter's Domain, New York
- 1961: Mostra internazionale del Surrealismo, galleria Schwarz, Milano
- 1965: L'Ecart Absolu, galleria dell'Œil, Parigi, organizzata da André Breton
- 1966: mostra personale, galleria Maya, Bruxelles
- 1967: A Phalla, XIII Exposição surrealista, presso la fondazione A. Alvarez Pentadeo, San Paolo (Brasile)
- 1968: Exposition internationale du surréalisme, musei di Praga, Brno e Bratislava in Cecoslovacchia
- 1976: Marvelous Freedom - Vigilance of Desire, Chicago
- 1978: Surrealism Unlimited, Londra
- 1984: mostre personali, Parigi e Bochum
- 1987: La Femme et le Surréalisme, Museo cantonale delle Belle Arti, Losanna
- 1989: I Surrealist, Milano
- 1990: Die Surrealisten, Francoforte, nuova edizione di I Surrealist
- 1992: Sauvages des villes - sauvages des îles, mostra collettiva d'arte primitiva con Benoît, Louis Pons e Fred Deux, Noyers-sur-Serein
- 1997: Le Surréalisme et l'amour,  mostra collettiva, Parigi
- 1998: Mimi Parent. Destinations inconnues, galleria 1900-2000, Parigi